# 日本音楽出版社協会
一般社団法人日本音楽出版社協会（にほんおんがくしゅっぱんしゃきょうかい、英: Music Publishers Association of Japan、略称: MPA）は、日本の音楽出版社の業界団体。旧文部科学省所管、加盟社は正会員239社、準会員115社。（2022年10月現在）
※音楽出版社の定義・役割については、音楽出版社の項目参照のこと。

## 沿革
- 1973年9月7日 - 日本音楽出版社協会（NOSK）と全日本音楽出版社連盟（JAMP）の合同によって会員社67社で音楽出版社協会設立[1]。
- 1980年12月19日 - 文部省によって社団法人認可。
- 1989年 - 日本音楽事業者協会、音楽制作者連盟とともに、日本音楽団体協議会(音団協) 設立。
- 1990年 - 私的録音録画問題対策協議会（録対協）設立参画。
- 2001年 - 国際音楽著作権見本市（MIDEM）国際音楽著作権ビジネス・セミナー開催開始。
- 2002年 - コンテンツ海外流通促進機構設立に参加。
- 2006年7月 - 「著作権問題を考える創作者団体協議会」に参加。
- 2010年 - 一般社団法人に改組し、日本音楽出版社協会に改称。
- 2012年 - 9月に「STOP!違法ダウンロード広報委員会」を日本レコード協会、日本音楽事業者協会、日本音楽制作者連盟ほか音楽業界団体と共同で設立。

## 主な事業
- 基本契約書フォーマット頒布
著作権、著作隣接権などを適正に保護し、契約トラブルなどを防止するために、「著作権契約書統一フォーム」「原盤供給契約書」、英文SP契約書など、音楽の著作権使用に必要な契約書のフォーマットをウェブサイトでダウンロードできるようにしている[2]。
- 国際事業
MIDEM（国際音楽産業見本市）への出展や日本の音楽市場への国際的理解を高めるたの国際音楽著作権ビジネスセミナーの開催など[3]。
- 分配事業
日本レコード協会から、「放送二次使用料・複製使用料」、レンタルCDショップでの「貸与報酬・貸与使用料」、「私的録音録画補償金」といった著作隣接権使用料を一括して受け取り、分配している[4]。

## 役員
- 会長：稲葉 豊（ユーズミュージック）
- 副会長：栗田 秀一（レインボーエンタテインメント）
- 副会長：平野 達郎（渡辺音楽出版）
- 副会長：見上 チャールズ 一裕（ソニー・ミュージックパブリッシング (日本)）